# عامر الفضل
عامر الفضل (عربی: عامر معتوق الفضل؛ زاده ۲۱ آوریل ۱۹۹۸) یک بازیکن فوتبال اهل کویت است.
وی همچنین در تیم ملی فوتبال کویت بازی کرده‌است.